# Campiglossa aliniana
Campiglossa aliniana är en tvåvingeart som först beskrevs av Erich Martin Hering 1937.  Campiglossa aliniana ingår i släktet Campiglossa och familjen borrflugor. Inga underarter finns listade.